# 汉丰湖
汉丰湖是中国重庆市开州区丰乐镇的一个人工湖，位于三峡水库支流澎溪河上游。主要支流河流有桃溪河、东河和南河。

## 湖泊特征
三峡水库蓄水后，产生了55平方公里的消落区，为了减小消落区对开州区生态环境的负面影响，人工建造了汉丰湖。2017年底汉丰湖的水位调节坝正式运行并蓄水后，湖体常年水位保持在170至175米之间，总蓄水量为8000万立方米，常年水面面积为14.8平方公里，是中国西部内陆最大的城市人工湖。

## 气候
汉丰湖位于亚热带湿润季风气候区，气候温和，热量丰富，雨量充沛，四季分明，且无霜期长。多年平均气温为18.5℃，多年平均降水量为1304毫米，无霜期长达306天。